# Il signor Procharčin
Il signor Procharčin (in russo Господин Прохарчин?, Gospodin Procharčin) è un racconto del 1846 scritto da Fëdor Dostoevskij e pubblicato per la prima volta nella rivista letteraria Otečestvennye Zapiski ("Annali patrii"). Ispirato ad una storia vera, viene descritta l'avara esistenza del protagonista: egli vive una vita estremamente povera, in mezzo alla più nera miseria, anche se avrebbe le possibilità materiali di star meglio.
Mangia pasti molto frugali e dorme su un materasso appoggiato direttamente sul pavimento; la sua padrona di casa e tutti gli altri inquilini suoi vicini sono sinceramente dispiaciuti per lui, convinti ch'egli si trovi costretto in quelle ristrettezze. Alla sua morte però vengono infine a scoprire che l'uomo era in realtà ricco e che viveva in quelle condizioni volontariamente, avendo nascosto tutta la sua notevole fortuna dentro al materasso.
L'accumulo costante di denaro lo aveva isolato sempre più da tutti gli altri esseri umani, imprigionato fino all'ultimo da questo suo sentimento di egoismo.

## Trama
Simon Ivanovič, dopo una vita passata come piccolo funzionario, affitta uno stanzino del vasto appartamento della signora Justine e rimanendovi poi per più di un ventennio. Nell'ultimo periodo v'era stato un afflusso di giovani affittuari ma Simon, abituato com'è da sempre alla più estrema solitudine, non prova molta simpatia per loro né si sente tanto meno spinto a legare con loro. Non presta mai la più piccola somma né per i pasti né per le spese correnti a nessuno.
Quando il faceto Zinovij suggerisce che vi potrebbero essere nascoste nel baule che Simon tiene nascosto in un angolo ricchezze incalcolabili quest'ultimo, con gran sorpresa di tutti, si getta in una lunga spiegazione sui suoi mezzi modesti e sui cinque rubli che deve inviare mensilmente alla cognata bisognosa; termina accusando Zinovij di essere un provocatore malfidente.
Incuriositi però dal suo singolare comportamento, gli inquilini più giovani cominciano sempre più ad occuparsi del vecchio Simon nelle loro lunghe conversazioni, trascinandolo così in un vortice di false informazioni, quando non addirittura di cattive malignità. Ad un certo punto il vecchio prende il suo cappotto e scompare.
Riappare tre giorni dopo, con gran sollievo di tutti, alcuni dei quali erano venuti quasi a temere perfino il peggio; finiscono per discolparsi con l'accusare Justine della circolazione di tutte quelle false notizie sul suo conto. Simon era stato fuori città in compagnia di un famoso ubriacone di nome Zimovejkin: non sentendosi affatto bene si mette a letto, tra incubi e deliri.
Solo il saggio Marc tenta di farlo ragionare, ed al contempo di rimproverare aspramente gli altri inquilini per il comportamento davvero disdicevole da tutti loro assunto in quel frangente, i quali finiscono col versare autentiche lacrime di rammarico: la mattina seguente però lo ritrovano già in stato d'incoscienza e pochi istanti dopo muore.
Giunge tempestivamente il commissario di polizia, che comincia a controllare gli affari privati del defunto: Simon aveva nascosto entro al materasso migliaia di rubli, un'autentica fortuna visto il suo modesto stipendio da impiegato. Solo Justine ha il coraggio di arrabbiarsi per aver provato nei suoi confronti durante tutti quegli anni un autentico senso di pena. Il volto del vecchio Simon sul letto di morte sembra finalmente tranquillo e del tutto privo di ansia e preoccupazione.

## Personaggi
- Simon Ivanovič Procharčin: piccolo funzionario
- Justine Fioforovna: padrona di casa
- Marc Ivanovič: uno degli inquilini più anziani, l'autorità morale della casa
- Zinovij Prokof'evič: inquilino in subaffitto
- Zimovejkin: ubriacone famigerato
- Jaroslav Il'ič: commissario di polizia